# Josef von Maschka
Josef von Maschka (* 3. März 1820 in Prag; † 5. Februar 1899 ebenda) war ein böhmischer Mediziner.

## Leben
Josef (auch Joseph) von Maschka war der Sohn eines dirigierenden Stabsarztes aus Böhmen. Er studierte an der Karls-Universität Medizin und schloss das Studium 1842 mit der Promotion ab. Ab dem Folgejahr praktizierte er mehrere Jahre als Sekundararzt in einem Prager Kranken- und Irrenhaus. Anschließend arbeitete er als Assistent bei der Lehrkanzel für Gerichtsmedizin in Prag, wo er sich auch habilitierte. Ab 1852 war er als Gerichtsarzt tätig. Er publizierte unter anderem in Prager Vierteljahresschrift für die praktische Heilkunde. 1857 folgte er in Prag einem Ruf als Professor für gerichtliche Medizin. Darüber hinaus wirkte er als kaiserlich-königlicher Landesgerichtsarzt. Er gehörte als ordentliches Mitglied dem Landes-Sanitäts-Rat an und wurde in den Ritterstand erhoben.

## Schriften
- mit Wenzel Belohradsky: Handbuch der gerichtlichen Medicin. Tübingen 1881/82.